# Veles
Veles nebo Volos je slovanský bůh, který v dobových pramenech označován za boha skotu, ale který měl podle různých hypotéz mnohem širší okruh působnosti. Jeho funkce ochránce skotu může souviset s bohatstvím, ale především pak s pozicí vládce podsvětí, které bylo představované jako louka, kde se pasou duše lidí. Zároveň mohl být božstvem magie, vědění, věštění a básnictví; a jako strážce předělu mezi světem živých a mrtvých také bohem divočiny, lovu, zvířat a přeměňování se v ně. Nejblíže mu snad byli ti, co se vyskytovali na pomezí těchto světů, tedy lovci a pastýři, jež se pohybovali na hranici mezi světem lidí a světem nelidským, ze zvířat s ním byl spojován medvěd. Byl také ručitelem smluv, trestajícím jejich nedodržení „zezlátnutím“, nejspíše žloutenkou.
Vedle Peruna patřil pravděpodobně mezi nejvýznamnější slovanská božstva. Ačkoli dobové písemné prameny o něm pocházejí pouze z východoslovanského prostředí, na základě jiných zdrojů, například lidové kultury a toponymie, lze předpokládat, že byl bohem všeslovanským. Jeho nejbližší analogií je baltský bůh podsvětí Velnias, rovněž pruský Patollo, vzdálenější pak védský Varuna, severský Ódin, galský Esus a řecký Hermés. Během christianizace zaujali jeho místo především světci jako Blažej, Mikuláš, Jiří a Sáva, jindy zas byl ztotožněn s čertem či přímo Ďáblem.
Veles zaujímá místo i v současném slovanském novopohanství – rodnověří, o čemž svědčí ohlas falšovaného mytologického díla zvaného Velesova kniha nebo pojmenování ruské organizace Velesův kruh. Jakožto bůh spojovaný s věděním je preferován především intelektuálně a badatelsky zaměřenými rodnověrci, na rozdíl od Peruna oblíbeného milovníky vojenské historie a bojového umění. Jeden ze stylů v Rusku populárního bojového umění „slovansko-gorického zápasení“ se nazývá „Velesův zápas“ a odpovídá řecko-římskému zápasu.

## Etymologie
Velesovo jméno se zpravidla vykládá z rekonstruované praindoevropštiny. Ačkoliv se forma jazykového kořene a jeho sémantika mírně liší, v základu jsou tyto etymologie shodné. Ruský lingvista Roman Jakobson jej odvodil od indoevropského kořene *wel-, který vyložil jako „vidění, průzračnost, prozření“. Z téhož kořene odvodil i jméno védského Varuny, baltského Velniase, galského Vellaunose, germánské Veledy, védského Valy, severského Ulla, Viliho a Véa. Především první dva jmenovaní byli Velesovi nejspíše velice blízcí i typologicky.
Tamaz Gamkrelidze, Vjačeslav Ivanov a Vladimir Toporov tato jména, včetně Velesova, odvodili od kořene *ṷel-, s významem „pastviště, luh, louka“, který souvisí s představou podsvětí jako louky, kde se pasou duše lidí a skotu. Ze stejného kořene odvodili řecké a germánské pojmenování záhrobních světů: Élysion a Valhalla.

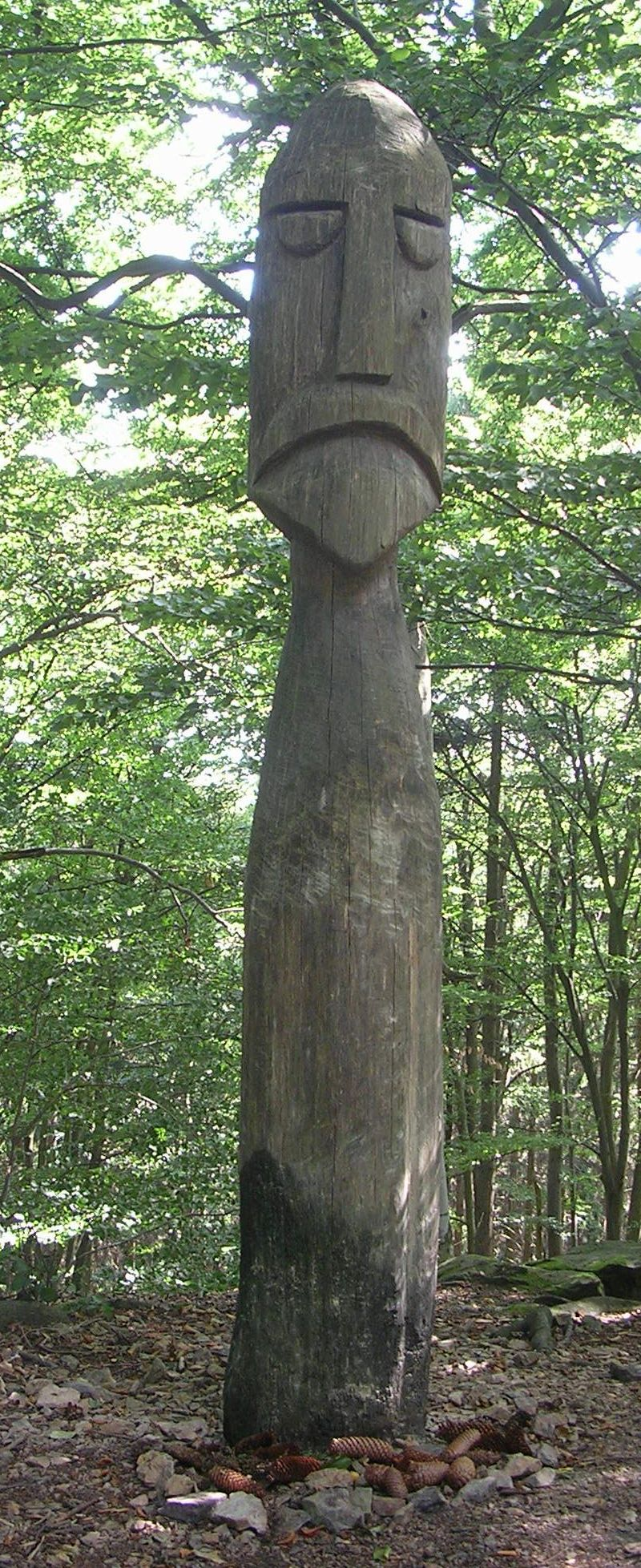
Moderní idol boha Velese na Velízu

Petr Vavroušek uvádí u kořene *ṷel- následující významy:
- zakrýt, zavřít,
- (o)točit (se),
- vidět,[5]

James Mallory a Douglas Adams u téhož kořene pak uvádějí:
- zemřít,
- tráva, pastvina.[5]

Vladimir Toporov spojuje jeho jméno, v souvislosti s funkcí božstva bohatství, s výrazy volstъ, voldyka a velijъ: „jmění náležející celému společenství“.

### Forma jména Volos
Nejasný je vznik formy jména Volos:
Podle Henryka Łowmiańského a Lea Klejna vznikla z jména Vlas, jihoslovanského označení Blažeje, respektive světce tohoto jména. Tento výklad je však jazykově nesmyslný, protože pozdní formy jména božstva jako Vlas nebo Vlasij jsou naopak pravděpodobně odvozeny od Volos, nezávisle na jménu Blažej.
Podle Michala Téry mohla forma Volos vzniknout jako slovní hříčka z ruského volos „vlas“, přeneseně označujícího i zvířecí srst, a odkazovat na Velesovu funkci pána zvířat.
Podle Zdeňka Váni vznikla tato forma pod vlivem severského Völsi, označujícího posvátný falus, na podobný kult u Slovanů lze usuzovat z některých archeologických nálezů, například falických symbolů v polském městě Łęczyca nebo idolu s otvorem pro falus v německém Altfriesacku.

### Další projevy
S Velesem nejspíše souvisí označení souhvězdí Plejád v některých slovanských jazycích, jako je staroruské Volosyni nebo bulharské Vlascite, a snad i makedonská víla Vela.
Velesovo jméno se ozývá i z mnoha toponym, jedná se například o makedonské město Veles, horu Velež v Bosně a Hercegovině, český vrch Velíz a ruskou řeku Velesa.

## Prameny

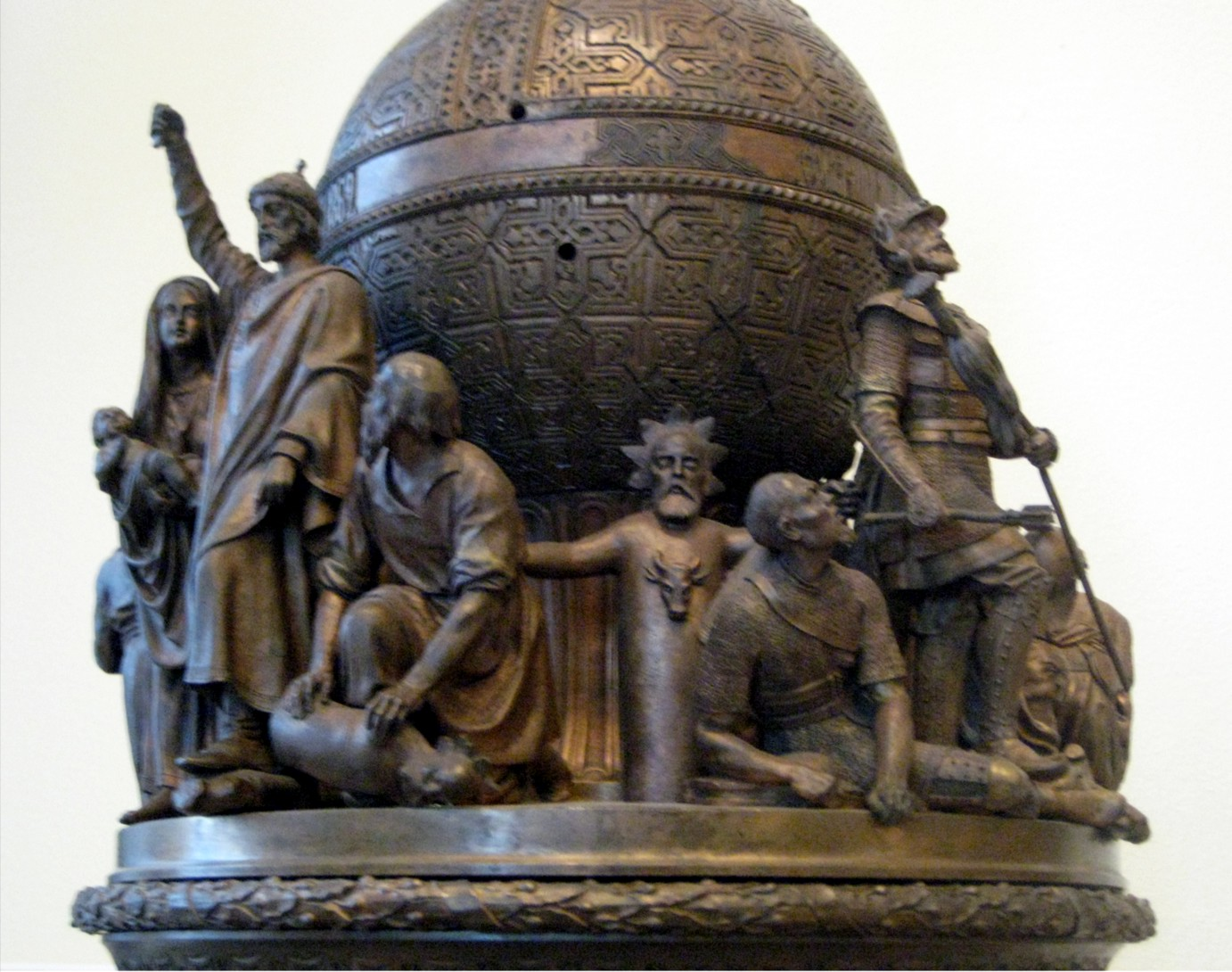
Detail modelu Pomníku Tisíciletí Ruska vztyčeného k tisíciletému výročí pozvání Varjagů, Veles uprostřed

Veles se objevuje v Pověstech dávných let z 12. století při popisu mírové smlouvy mezi Kyjevskou Rusí a Byzancí z roku 907:
| „ | ...Císař Lev pak uzavřel mír s Olegem a podvolil se dani. Uzavřeli mezi sebou přísahu a políbili sami kříž. A Olega a jeho muže přivedli k přísaze podle ruského zákona. A zaklínali se svými zbraněmi a svým bohem Perunem a Volosem, skotím bohem a stvrdili mír... | “ |

Poté je zmíněn v souvislosti s podobnou smlouvou, uzavřenou knížetem Svjatoslavem roku 971:
| „ | Jak jsem přísahal císařům řeckým, a se mnou boljaři a celá Rus, tak zachováme pravou smlouvu. A jestliže něco z toho, co bylo řečeno výše, nedodržíme, já a ti, kteří mi podléhají, ať jsme prokleti naším bohem, v kterého věříme, Perunem a Volosem, skotím(?) bohem a ať zezlátneme jako zlato a ať jsme rozsekáni vlastní zbraní... | “ |

Pověst dále uvádí k druhé smlouvě, že ač oddíl knížete přísahal Perunovi, „celá Rus“ včetně bojarů preferovala Velese.
Legenda Život svatého Vladimíra z 11. století zmiňuje, jak kníže Vladimír nechal svrhnout Velesovu sochu:
| „ | Když přišel do Kyjeva, přikázal idoly svrhnout, některé přikázal rozbít a jiné spálit, ale idol Volosa, nazývaného dobytčím bohem, přikázal vhodit do řeky Počajny... | “ |

Znak ruského města Volosova, Leningradská oblast, na němž je Veles vyobrazen s jemu přisuzovanými zvířaty turem a medvědem

Velese zmiňuje i hrdinský epos Slovo o pluku Igorově z konce 12. století v souvislosti s pěvcem Bojanem:
| „ | Ó Bojane, pěvče dávno zašlé doby, ... Vnuku Velesův, ty Igorovy činy okrášlit bys uměl tóny bohatšími: ... Vnuku Velesův, ty zazpíval bys asi: ... | “ |

Jako boha skotu Volose jej zmiňuje i kázání Slovo někojego christoljubce z 11. či 12. století bez dalších informací. Apokryf Choždenije Bogorodicy po mukam z 12. století zmiňuje Velese a jako ostatní slovanská božstva jej vykládá euhemeristicky. V pozdějších pramenech bylo jméno veles používáno pro čerta či ďábla. Důvodem ztotožnění bylo nejspíše jeho spojení s rohy a falem. Příkladem může být věta ze staročeského díla Tkadleček pocházejícího z přelomu 14. a 15. století „Ký čert aneb ký veles aneb ký zmek tě proti mně zbudil?“ nebo pozdější, taktéž české, „O nechme již těch hříchuov u velesa,“ nebo „Ký veles jim našeptace!“ Objevuje se také český příběh, kdy muž přeje své zlé ženě, aby se proměnila v husu a „někam k velesu za moře letěla“.
O jeho kultu referuje také legenda Život svatého Abraháma Rostovského, jejíž nejstarší rukopisy pocházejí z konce 15. století. Legenda uvádí, že v Rostově jej kromě Slovanů ctili i Čudové, a jeho kamennému idolu prokazují nesmírnou úctu. Až Abrahám, mnich a misionář, měl nechat modlu porazit a založit na jejím místě Bogojavlenský klášter. Datace události však není jistá, podle některých názorů byl světec současníkem Vladimíra I. (958–1015) a podle jiných Vladimíra Monomacha (1053–1125).
Polský kronikář Matěj Stryjkowský jej na konci 16. století nazývá Vlos a označuje jej za boha skotu a lesů srovnatelného s Panem a Faunem. Volos je také zmiňován v Hustýnském letopise ze 17. století, na rozdíl od Pověsti dávných let jeho modlu letopisec uvádí mezi těmi, které vztyčil kníže Vladimír.

## Lidová kultura
V lidové kultuře severovýchodního Ruska vystupuje Volos jako ochránce skotu a zároveň lesní hospodář, patron lovu i pastvy. Objevuje se v podobě medvěda, což může být odrazem medvědího kultu vlastního ugrofinským sousedům předkřesťanských Slovanů. V jižním Rusku existoval ještě na počátku 20. století zvyk vázat na konci žní do uzlu hrst posledních klasů, někdy doplněných chlebem se solí, a této praktice se říkalo „zavinovati Velesovi bradu“ nebo „nechati Velesovi hrstku klasů na bradu“. Podle Jana Hanuše Máchala jde o pozůstatek obětí tomuto božstvu. V některých oblastech je tento zvyk spojen s jiným jménem než Velesovým a figuruje v něm „brada“ Ilji, Boha či Krista.

### Christianizace
Jako u mnoha jiných christianizovaných národů u Slovanů zaujali světci pozici a funkci původních božstev, během které získali tyto křesťanské postavy řadu archaických rysů. Velesovo místo zaujal především svatý Blažej. Tento byzantský světec ze 4. století byl u východních a jižních Slovanů ctěn především jako ochránce dobytka, v ruštině byl dokonce nazýván korov´ij bog „dobytčí bůh“. Kromě Blažeje Velesovu pozici zaujal v Rusku svatý Mikuláš, jak poukázal již Boris Uspenskij, a též i svatí mučedníci Modest a Spiridon. Na Ukrajině jeho pozici převzal svatý Jiří, ten do jisté míry i u západních Slovanů a Chorvatů, a u Srbů svatý Sáva. Svatý Mikuláš, zvaný Mikula nebo Nikola, byl na Rusi vnímán jako laskavý a mírný světec, vládce skotu, lesa a lesní zvěře, který zajišťuje lidem ochranu, na rozdíl od Ilji, transpozice Peruna, který byl hlavně obáván. Soupeření mezi těmito světci v lidových příbězích připomíná spory mezi Indrou a Varunou nebo Thórem a Ódinem vyjadřující napětí mezi válečnickou a magickou sférou.

## Kult

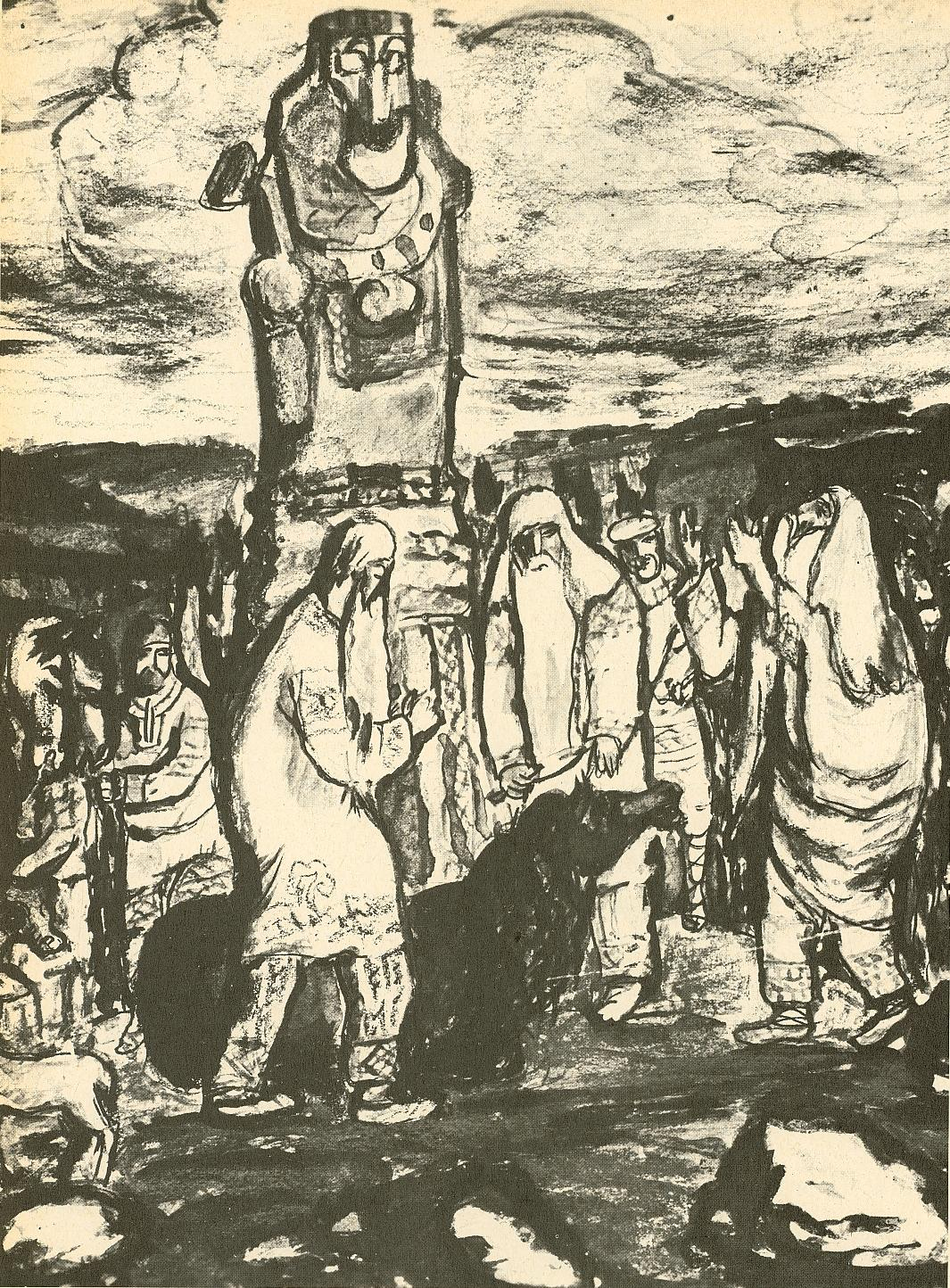
Obětování koně Velesovi, moderní malba, A. Czeko-Potocka, 1900

Otázka rozšíření Velesova kultu je nejasná. Písemné prameny o něm z doby sklonku pohanství, kdy byl ještě ctěn, pochází pouze z východoslovanského prostředí. Jeho jméno je však také zmiňováno v západoslovanském prostředí během pozdního středověku a raného novověku, zatímco u Jihoslovanů lze na jeho kult usuzovat pouze z toponym a archaických rysů světců spojených s dobytkem. Přesto lze však předpokládat, že jeho kult byl všeslovanský. Počínaje Jevgenijem Aničkovem jej mnozí ruští historikové pokládají za boha „veškeré Rusi“, stojícího částečně v opozici k Perunovi jako božstvu vojenské družiny.
Prameny také zmiňují dva jeho idoly, v Kyjevě a Rostově. V Rostově měl být ctěn i místními Čudy, což je dobové označení pro různé ugrofinské kmeny. Zajímavou skutečností je, že ač v Kyjevě stál jeho idol, tak nestál mezi modlami vystavěnými knížetem Vladimírem. Naďa Profantová a Martin Profant uvádějí text, který neklade idol přímo do Kyjeva, ale tvrdí, že stál „na nesmírném pastvišti, řečeném blaní, kde byl později vystaven chrám sv. Blažeje“, a navíc předkládají hypotézu, že modla stála v kupecké čtvrti Podil. Též uvádějí, že v Rostově byl na místě Velesova idolu postaven chrám zasvěcený Zjevení páně. Boris Rybakov vykládal bytost na spodní části Zbručského idolu jako Velese.
Nejasné je, i kdy probíhaly slavnosti Velesovi zasvěcené. Jelikož byl bohem mrtvých, jeho kult nejspíše souvisel se zimním slunovratem, kdy je v archaickém myšlení svět lidí nejblíže podsvětí. Hlavní svátek však nejspíše probíhal v únoru, nikoliv však 3. února na svátek svatého Blažeje (v slovanském prostředí transpozice Velese), jehož datum bylo stanoveno dlouho před christianizací. Archaické prvky, které mohou souviset s tímto božstvem, však připadají na český masopust a ruskou maslenici. Jedná se o zvířecí masky, které lze s spojit s Velesem jako bohem zvířat, a nevázané veselí spojené s plodností, dalším atributem tohoto božstva.

### Rodnověří

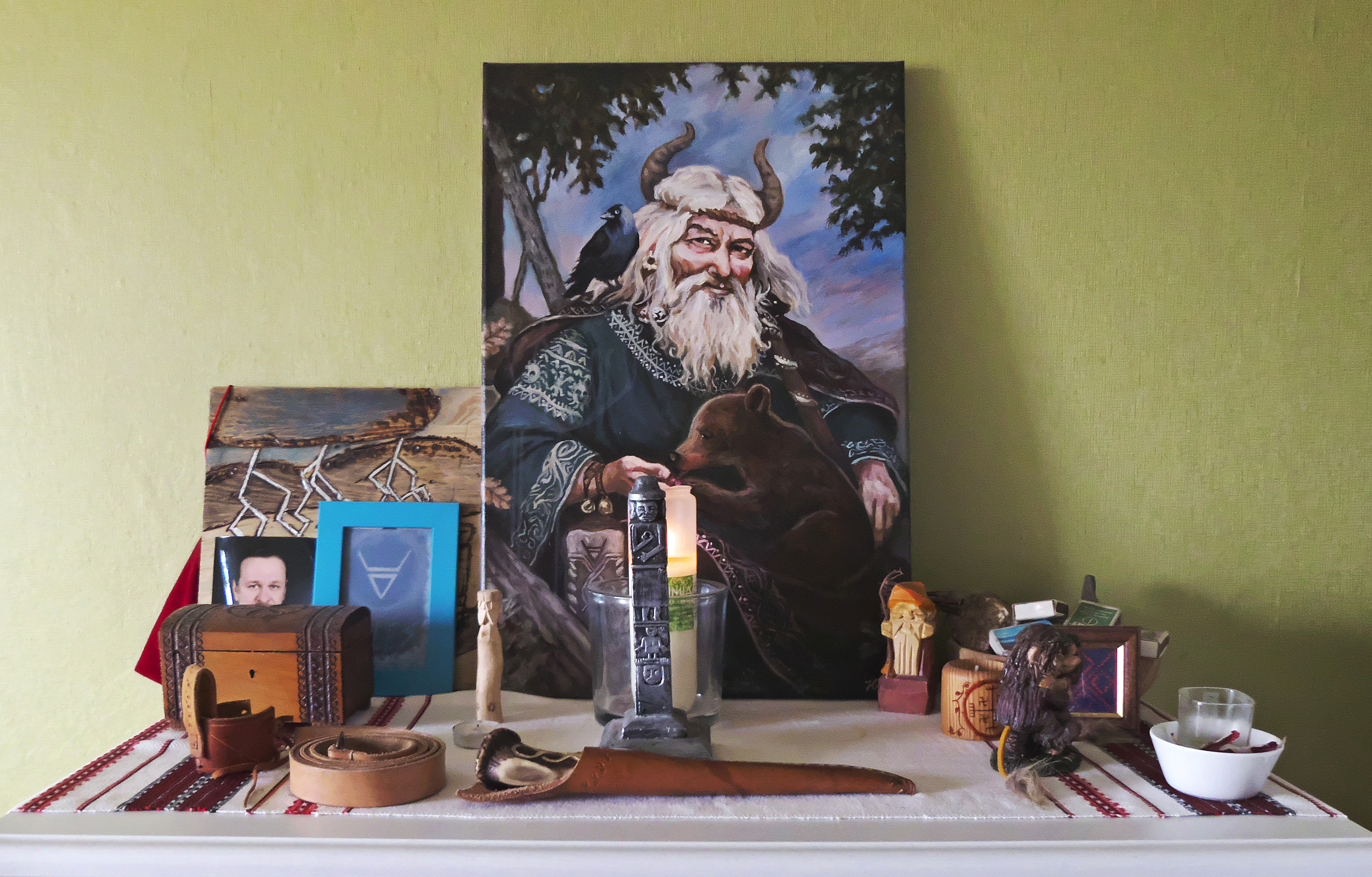
Rodnověrský domácí oltář v Polsku s obrázkem Velesa

Moderní znak přisouzený Velesovi

Jaké svátky jsou zasvěceny Velesovi v rodnověří, lze ukázat na příkladu ruské organizace Velesův kruh. Koročunem, při kterém umírá slunce, slaveném v předvečer zímního slunovratu, začínají Velké Velesovy svátky trvající dvanáct dní. Jsou spojeny především s památkou předků. Třetího února Malým Velesovým dnem začínají Vlčí svátky trvající až do 10. února. Velký Velesův den slavený 11. února jej pak ctí především jako boha dobytka. V noci z 30. dubna na 1. května, tedy na filipojakubskou noc, se slaví Velesova noc jako počátek světlé poloviny roku. Poté jsou mu zasvěceny dva hadí svátky nazývané také zmejnik. Jarní se slaví 30. května na oslavu sňatku Velese a Živy, podzimní pak 14. září, tentokrát na oslavu sňatku s Marou. Velesova noc na přelomu 31. října a 1. listopadu je zasvěcena konci světlé části roku. Poslední jeho svátek je Vítání Velesa-Mráze konaný 6. prosince. V českém rodnověří se Velesův svátek slaví během února.

## Teorie

### Trojfunkční hypotéza

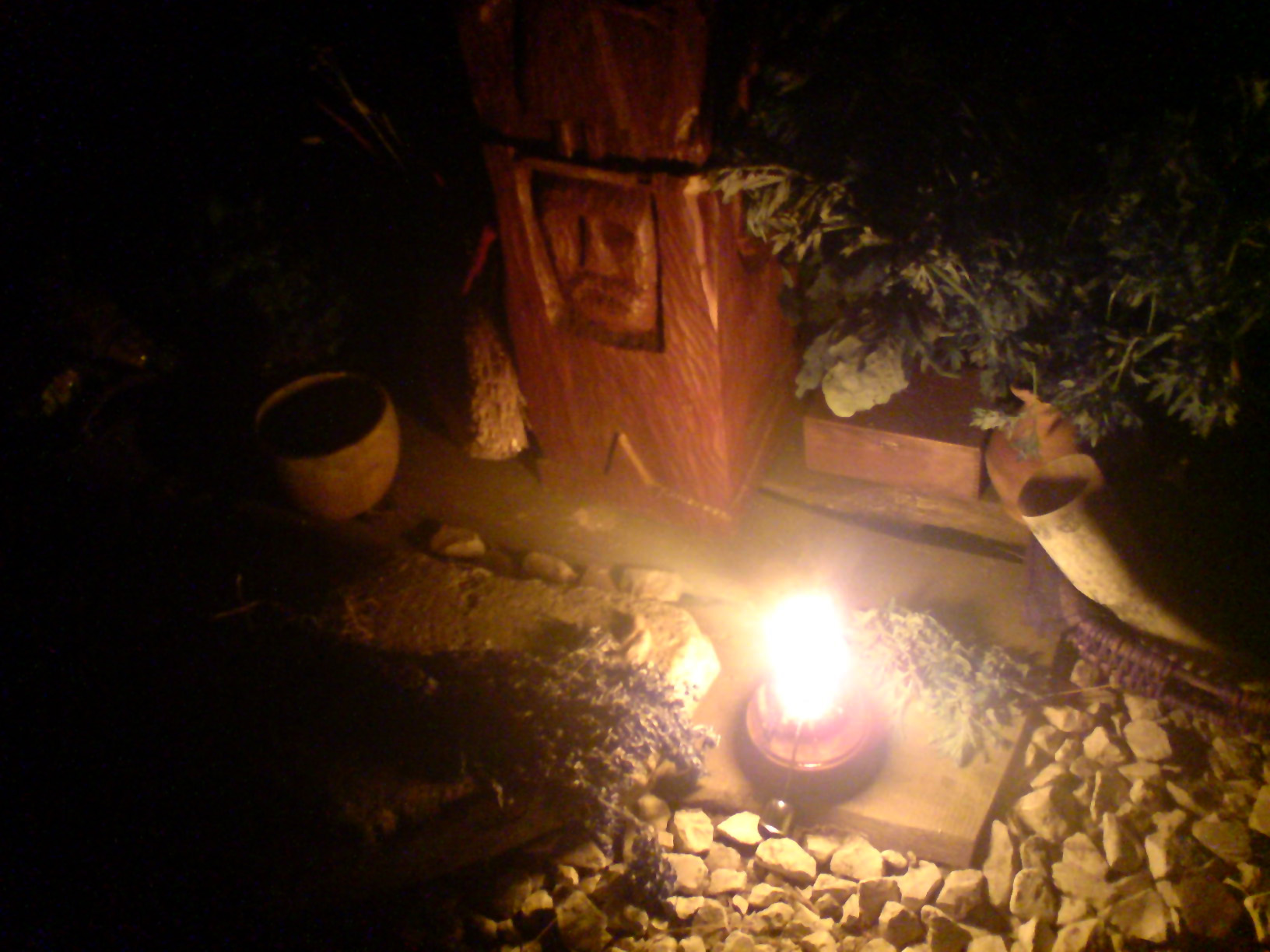
Veles, Chram Mazowiecki, rodnověřské organizace Rodná církev polská, 2009

Velesova funkce ve slovanském panteonu je odvozována především na základě trojfunkční hypotézy francouzského lingvisty George Dumézila. V rámci této hypotézy je Veles božstvem první funkce, tedy svrchovanosti, s jistými rysy funkce třetí, plodnosti, zatímco rysy funkce druhé, války, se u něj neobjevují.

#### První funkce
První funkce se u Velese objevuje v jejím „temném“ aspektu, jehož nejtypičtějším představitelem je védský Varuna. S Varunou jej srovnal už Roman Jakobson, ale přímo s první funkcí jej spojil až Aleksander Gieysztor v 80. letech 20. století. Kromě Velese patřil u Slovanů k tomuto pólu první funkce nejspíše také pomořanský Triglav a polabský Černoboh či Černohlav a nepojmenovaná trojhlavá božstva z Braniboru a Míšně, jejichž idoly byly pomazány černou smolou.
Velese lze chápat jako vládce nedomestikovaných oblastí, jako jsou lesy nebo bažiny, který střežil hranice mezi nimi a obydleným světem. Napovídá tomu výše zmíněná lidová postava Velese jako lesního hospodáře i pozdní zpráva, z 16. století, Matěje Stryjkowského, která popisuje svržení model knížetem Vladimírem a uvádí „…a modlu Vlosa, který byl považován za boha skotu a lesů (jako byl u Arkádů Pan Faunus atd.)…“. Podle Romana Jakobsona lze odvodit opozici lidského a nelidského z textů byzantsko-ruských smluv uvedených výše. Martin Golema Velese přirovnal k řeckému Hermovi, ochránci pastýřů, cest, hranic a periferií obydlených oblastí a upozornil na to, že pastviny byly v minulosti právě na hranici divočiny. Pasáž ze smlouvy „i ať budem žluti jako zlato“, odkazuje na onemocnění žloutenkou. Stejně trestal i litevský Velnias a duchové mrtvých vėlės a v Rusku byla žloutenka zaříkávána právě do divočiny: „Zpět do otevřených polí, do modrých moří, do hlubokých bažin“. Velnias je v toponymech často spojován s bažinami, rašeliništi a jezery a etymologicky příbuzný severský Ull zase s loukami a pastvinami. Rysy tohoto božstva, které nebyly transponovány na světce, se nejspíše odráží v postavách lesních démonů, jako jsou ruský lešij a Jols nebo český hejkal a divý muž. S divou zvěří je spojován i zmiňovaný Ull.
Písemné prameny referují o Velesovi jako o bohu skotu. S dobytkem jsou spojeny i jeho indoevropské analogie, védští Varuna a Vala a řecký Hermés. Křesťanští světci, kteří převzali funkci Velese, tedy svatý Blažej, svatý Jiří a svatý Sáva, byli také provázáni s folklórní postavou „vlčího pastýře“, ochránce stád před vlky. Ta souvisí právě s funkcí tohoto božstva jako strážce obydlených a neobydlených oblastí a vládce mrtvých. Svatý Blažej byl také mezi Východoslovany znám jako korovij bog – dobytčí bůh, a jeho balkánský svátek Vlasievdan byl svátkem dobytka.
Veles je také chápán jako psychopomp, vládce podsvětí a podsvětních vod. Stejně jako jeho baltské analogie, Velnias a Patollo, byl během christianizace degradován v čerta či ďábla. Ve staročeských úslovích je také zmiňován v souvislosti s mořem, což může poukazovat na bažiny, podsvětní vody či řeku, nebo vody kosmické a tedy nepozemský svět jako takový. Možná je spojitost i s „mořskými cary“ ruského folklóru, kteří mají atributy vládců jiného světa. Veles byl pravděpodobně ctěn ruskými čaroději, volchvy, kteří podle Pověsti dávných let ctili „Antikrista“, což může být podle Michala Téry křesťanská interpretace chtonického božstva, souvisejícího snad s „dualistickým“ kosmogonickým mýtem vyprávěným volchvy, který podle Jiřího Dyndy lze chápat jako spolupráci mitrovského a varunovského aspektu při stvoření světa.
Dále byl Veles nejspíše také bohem básníků a věštců, představitelů první funkce, kterým zajišťoval inspiraci a moudrost. Etymologickou souvislost s jeho jménem lze poznat v staroirském označení básníků filid a básnického umění felmac a jméně keltské věštkyně Veledy, zmiňované Tacitem. Básníka a pěvce Bojana navíc nazývá Slovo o pluku Igorově „vnukem Velesovým“. Bohy básníků a mrtvých jsou také jednooká božstva Ódin a Velnias, jistou spojitost vykazují i irští bohové Lugh a svazovač Ogma nebo vševědoucí Varuna. Jak vševědoucnost, tak záliba ve svazování těchto božstev má souvislost s magií. U Velese však lze funkci svazujícího boha magie s jedním okem pouze odhadovat z nepřímých důkazů, kromě komparace pak z jednoho významu kořene *ṷel-, kterým je i „vidět, zřít, (s)patřit“.

#### Třetí funkce
Veles je vykládán i jako božstvo třetí funkce, související s plodností, zemědělstvím a bohatstvím. Poukazuje se především na jeho spojení se skotem, potažmo majetkem. Vjačeslav Ivanov a Vladimír Toporov s bohatstvím spojili i zmínky o zlatě a navrhovali Velese chápat jako zemědělské božstvo ctěné prostými obyvateli Rusi, na rozdíl od Peruna ctěného knížetem a jeho družinou. Poukázali i nahrazení Velese po christianizaci svatým Blažejem, patronem stád a chlévů. Podobnou teorii o postavení Velese v panteonu už před nimi předložil Jevgenij Aničkov. Přesto však byl spíše bohem první funkce a atribut bohatství, vycházející z jeho funkce boha podsvětí, nebyl jeho ústředním znakem.

### Základní mýtus
Ruští filologové Vjačeslav Ivanov a Vladimír Toporov vytvořili na základě analýzy slovanského a baltského folklóru hypotézu „základního mýtu“ podle které existoval mýtus o boji hromovládce s jeho protivníkem, jehož schéma bylo následující:
1. Hromovládce na vrcholku světového stromu hledí do čtyř světových stran.
2. Jeho dračí či hadí protivník leží u kořenů světového stromu.
3. Protivník ukradne dobytek či lidi a ukryje je ve skále, hromovládce skálu rozbije a osvobodí je.
4. Protivník utíká a schovává se za živé bytosti, strom či kámen.
5. Hromovládce, jedoucí na koni či na voze ničí svou zbraní protivníkovi úkryty.
6. Po porážce protivníka, který se ukrývá do podzemních vod, se objevuje déšť.[35]

Ve slovanské variantě autoři hypotézy přiřkli roli protivníka právě Velesovi, zejména na základě baltských příběhů, kde spolu bojují Perkunas a Velnias. Jejich souboj chápou jako opozici mezi válkou a hospodářstvím, jelikož Velese považují za božstvo třetí funkce. Kromě neexistence přímého dokladu je problematická i argumentace příběhem o soupeření Perkuna a Velniase, který je pozdní a slovo „velnias“ už neoznačuje konkrétní božstvo, ale čerta.
Slovenský slavista Martin Golema navrhl základní mýtus chápat jako periodické přelévání plodnosti mezi světem lidským a mimolidským během vegetačního cyklu. Tuto hypotézu odmítl Michal Téra, s poukazem, že tento příběh se týká stvoření světa, proto mohl být periodicky pouze připomínán. Ovšem právě představy stvoření světa a návratu vegetačních sil lze chápat v archaickém myšlení jako souvstažné.
Opozice Velese a Peruna se však nemusí týkat pouze základního mýtu. Další možnosti jsou v zásadě dvě:
1. Odpovídají vnitřní opozici první funkce jako Varuna – Mitra. Tato hypotéza byla nastíněna Aleksanderem Gieysztorem, který chápal Peruna jako mitrovské božstvo, a je částečně obsažena i ve výše zmíněné hypotéze Golemy.
2. Opozice odpovídající dvojici Varuna – Indra, případně Ódin – Thór či Vrtra – Indra, představující napětí mezi první funkcí, magickou svrchovaností, a druhou, válečnickou.[37]

### Lesní bůh severovýchodní Rusi
Podle Taťány Alexandrovny Bernštamové byl Volos chtonické ugrofinské božstvo, které se dostalo do textu smluv pod vlivem účasti Ugrofinů na taženích kyjevských knížat proti Byzanci. Volose má Bernštamová za slovanské jméno hlavního boha severozápadu Rusi s jejím tehdy vesměs ugrofinským obyvatelstvem. Volos byl podle ní bůh lesní zvěře (eufemisticky „skotu“) a pán lesa, v 10. století již hlavní bůh lesních krajů severovýchodní Rusi, s centrem kultu v Rostově.
Jméno Veles Bernštamová spojila s Kriviči, se západem severní Rusi, a s funkčně i etymologicky blízkými baltskými chtonickými a vodními božstvy. Míšením balto-slovansko-finských vlivů v 8. století vysvětluje toponyma severozápadu Rusi na „vel“. S přisouzením Velese/Volose Ugrofinům a lesu Bernštamová na místo původního slovanského boha domácího skotu navrhla Mokose, „boha skotu“ podle Stryjkowského, zobrazovaného s hlavou vola.

### Svatý Blažej
Někteří badatelé, například Henryk Łowmiański a Leo Klejn, považovali Volose za křesťanského světce Blažeje, který byl převzat do slovanského panteonu. Poukazují především na fakt, že toto božstvo nefiguruje mezi idoly na božišti knížete Vladimíra. Tuto skutečnost Vjačeslav Ivanov a Vladimír Toporov vysvětlovali antagonismem mezi Perunem a Velesem podle své teorie základního mýtu zmíněné výše.
Podle Henryka Łowmiańského se kult Blažeje dostal na Rus během 10. století, na což podle něj ukazuje absence Volosova jména v rusko-byzantské smlouvě z roku 945. Opomněl však, že ve smlouvě z roku 907 jeho jméno figuruje. Volose pak pokládal za jinou mytickou postavu než Velese, pouhého démona. Podle Lea Klejna přijali Varjagové Blažejův kult od podrobených balkánských Slovanů, podobně jako přijali od ruských Slovanů kult Perunův.
Tyto hypotézy mají však celou řadu nedostatků. Kromě lingvistických, zmíněných výše, jde o samotnou představu přijetí světce do archaického panteonu. Aby k tomu došlo, nesměli by Slované do té doby znát božstvo plnící funkci ochránce skotu a potom by bylo nemožné, že by Blažej získal tolik archaických rysů. Také je těžko uvěřitelné, že by se během několika let stal natolik významným božstvem, aby figuroval vedle Peruna ve smlouvách jako jejich garant. Klejnova teorie také nevysvětluje, proč by měli Slované převzít z Balkánu právě kult Blažeje, ale nikoliv křesťanského Boha, nebo nějakého jiného významného světce.